# CWS Warszawa

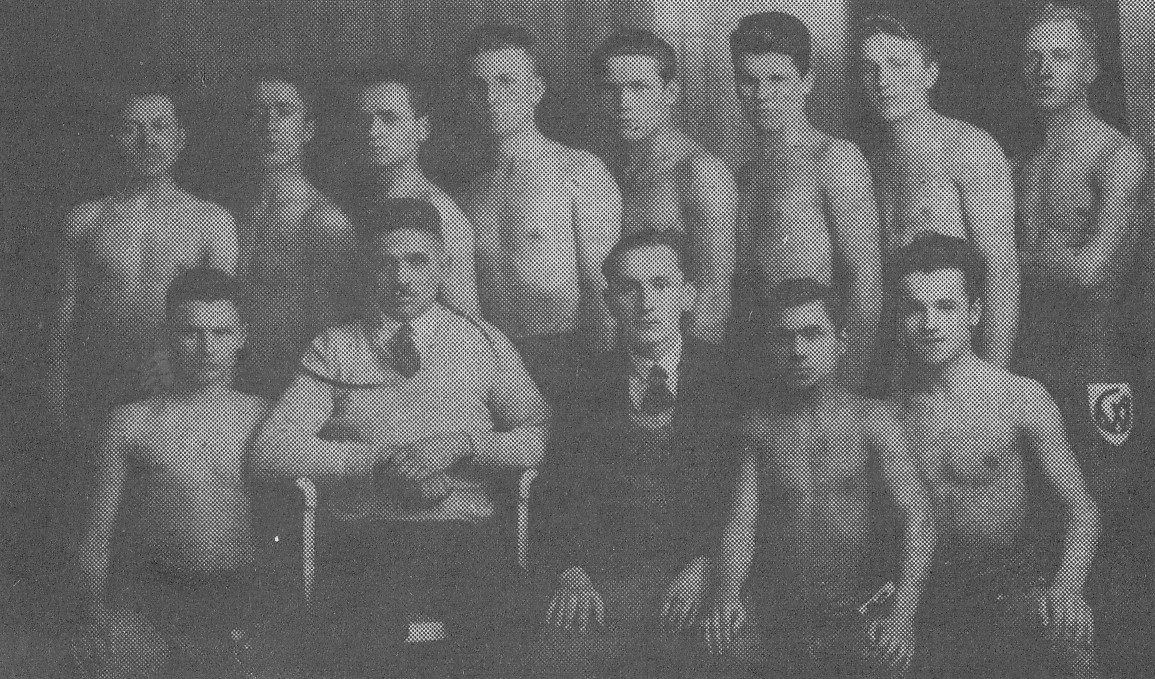
Drużyna bokserska CWS Warszawa

CWS Warszawa, właśc. Centralne Warsztaty Samochodowe Stowarzyszenie Sportowe – nieistniejący już polski klub sportowy z siedzibą w Warszawie.

## Opis
Klub został założony na przełomie 1927/1928 z myślą o pracownikach zakładów motoryzacyjnych CWS na Pradze.  Zrzeszał do 500 członków. Siedziba: ul. Terespolska 20. Barwy: biało-czerwono-czarne. Prezesi : dr. Paszewski (do 1934), Tadeusz Zakrzewski (od 1934).

## Sekcje
- Boks
- Piłka nożna
- Kolarstwo
- Lekkoatletyka
- Gry sportowe (siatkówka, koszykówka)
- Szachy
- Tenis ziemny
- Motorowa
- Teatralna
- Myśliwska
- Wędkarska

## Sukcesy
- Piłka siatkowa
  - Mistrzostwa Polski w piłce siatkowej mężczyzn (1939):  3. miejsce

Zespół CWS Warszawa grał w składzie: Giza, Szulc, Małżewski, Wojtulewicz, Kuźniarski, Bińkowski I, Bińkowski II.